# Goldrenette von Peasgood
Goldrenette von Peasgood, auch bekannt als Peasgoods Sondergleichen oder Peasgood Nonesuch ist eine Sorte des Kulturapfels.
Diese Sorten wurde um 1858 in Stamford, Lincolnshire von einer Mrs. Peasgood aus einem Kern gezogen, Mutterpflanze war eine Schafsnase.
Die Früchte sind groß bis sehr groß und meist flachrund. Eine Besonderheit dieser Sorte ist, dass das gelblichweiße Fruchtfleisch von aufgeschnittenen Früchten nicht braun wird.